# The Rabble
The Rabble est un groupe de punk hardcore et street punk néo-zélandais, originaire d'Auckland.

## Biographie
The Rabble est formé en été 2001 à Auckland, par Chazz Rabble (de son vrai nom Chazz Hill-Hayr) à la guitare, et au chant et Rupe Rabble (Ruppe Hill-Hayr) à la batterie. Jamie Douglas s'ajoute par la suite à la basse.
Adepte du DIY, le groupe réalise son premier album en 2006 intitulé No Clue, No future et l'EP This is Our Lives. S'ensuivit une tournée en Nouvelle-Zélande, au Royaume-Uni et partout en Europe avec Agnostic Front ou encore The Unseen. Le groupe mélange le rock 'n' roll, le rockabilly, le punk hardcore, ou encore le punk celtique. Le groupe filme plusieurs vidéos qui tournent en boucle en Nouvelle-Zélande qui accentua encore plus la renommée du groupe en Océanie. Leur deuxième album studio du groupe, The Battle's Almost Over, est mixé à Boston par le producteur Jim Siegel des Dropkick Murphys, et avec l'apparition de Mark Unseen du groupe The Unseen.
The Rabble publie un troisième album studio, intitulé Life's a Journey,,.

## Discographie
- 2006 : No Clue, No Future

### Liste des chansons deNo Clue, No Future
| 1.    | Sing With Me         | The Rabble | 2:09 |
| 2.    | Who I Am             | The Rabble | 1:36 |
| 3.    | Frustrated           | The Rabble | 1:33 |
| 4.    | Friday Night         | The Rabble | 2:51 |
| 5.    | Bad Reputation       | The Rabble | 3:29 |
| 6.    | Break Away           | The Rabble | 3:04 |
| 7.    | Carry On             | The Rabble | 3:10 |
| 8.    | Nose Bleed           | The Rabble | 2:35 |
| 9.    | Enemy                | The Rabble | 1:45 |
| 10.   | What To Do           | The Rabble | 2:26 |
| 11.   | Take A Walk          | The Rabble | 3:07 |
| 12.   | Live Yer Life        | The Rabble | 1:27 |
| 13.   | Addicted To The Bone | The Rabble | 2:41 |
| 31:43 |                      |            |      |

- 2006 : This is Our Lives (EP)
- 2008 : The New Generation

### Liste des chansons deThe New Generation
| 1.    | Carry On           | The Rabble | 3:07 |
| 2.    | Sing With Me       | The Rabble | 2:09 |
| 3.    | Friday Night       | The Rabble | 3:15 |
| 4.    | Take A Walk        | The Rabble | 3:07 |
| 5.    | Frustrated         | The Rabble | 1:33 |
| 6.    | Break Away         | The Rabble | 2:47 |
| 7.    | The Coast Song     | The Rabble | 3:32 |
| 8.    | Blood & Whiskey    | The Rabble | 3:16 |
| 9.    | The New Generation | The Rabble | 2:24 |
| 10.   | Sick & Tired       | The Rabble | 2:54 |
| 11.   | Step Back          | The Rabble | 3:05 |
| 12.   | The Battle         | The Rabble | 3:59 |
| 13.   | Start Again        | The Rabble | 4:39 |
| 39:47 |                    |            |      |

- 2009 : The Battle's Almost Over...

### Liste des chansons de l'albumThe Battle's Almost Over...
| 1.    | Seeking                                | The Rabble              | 3:07 |
| 2.    | Salvation                              | The Rabble              | 3:45 |
| 3.    | Sick and Tired                         | The Rabble              | 2:54 |
| 4.    | Blood and Whiskey                      | The Rabble              | 3:16 |
| 5.    | Bored                                  | The Rabble              | 1:35 |
| 6.    | Tommy Was...                           | The Rabble              | 4:04 |
| 7.    | The New Generation                     | The Rabble              | 2:24 |
| 8.    | This World Is Dead (Feat. Mark Unseen) | The Rabble, Mark Unseen | 2:47 |
| 9.    | Devil's Highway                        | The Rabble              | 4:02 |
| 10.   | The Battle                             | The Rabble              | 3:59 |
| 11.   | Step Back                              | The Rabble              | 3:05 |
| 12.   | Wasted Days                            | The Rabble              | 2:36 |
| 13.   | Zombies                                | The Rabble              | 3:00 |
| 14.   | Dead End                               | The Rabble              | 4:05 |
| 15.   | Start Again                            | The Rabble              | 4:39 |
| 16.   | City Of Sin                            | The Rabble              | 5:05 |
| 54:23 |                                        |                         |      |

- 2011 : Life's a Journey

### Liste des chansons de l'albumLife's a Journey
| 1.      | Static                                 | The Rabble              | 0:26 |
| 2.      | Piccadilly Line                        | The Rabble              | 4:46 |
| 3.      | No Warning                             | The Rabble              | 3:26 |
| 4.      | The Journey                            | The Rabble              | 3:20 |
| 5.      | We Are Like Ghosts (Running Away)      | The Rabble              | 3:32 |
| 6.      | With A Rose In My Hand (Feat. Al Barr) | The Rabble, Al Barr     | 3:39 |
| 7.      | Burning In The Fire                    | The Rabble              | 3:23 |
| 8.      | Two Tickets (To The End Of The World)  | The Rabble              | 3:39 |
| 9.      | Mind Ghetto                            | The Rabble              | 3:13 |
| 10.     | The Wade Hotel                         | The Rabble              | 2:54 |
| 11.     | Can't Relate To You                    | The Rabble              | 2:54 |
| 12.     | Dead Anthem                            | The Rabble              | 3:11 |
| 13.     | Blood Sweat And Tears                  | The Rabble              | 4:04 |
| 14.     | Shot Down                              | The Rabble              | 3:29 |
| 15.     | Wrong Side Of The Tracks               | The Rabble              | 3:54 |
| 16.     | Gunning For The N.R.A.                 | The Rabble              | 3:42 |
| 17.     | Reflection (Feat. Mark Unseen)         | The Rabble, Mark Unseen | 4:07 |
| 1:00:39 |                                        |                         |      |